# Beagle Gulf
Der Beagle Gulf (deutsch Beagle-Golf) ist die Wasserfläche, an der  Darwin, die Hauptstadt des australischen Northern Territory, liegt. Im Westen mündet er in die Timorsee und im Osten verbindet ihn die Clarence Strait mit dem Van-Diemen-Golf. Bathurst Island begrenzt ihn im Norden. Er ist etwa 100 km lang und 50 km breit. Er umgibt die Quail Island Group. An der Südküste der Bucht liegen die Ria-artigen Buchten Port Darwin (mit der Stadt Darwin) und Bynoe Harbour.

## Name
Der Golf wurde nach dem Schiff Beagle, auf dem Charles Darwin und Robert Fitzroy um Teile von Australien segelten, benannt. Das Cambridge Dictionary of Australian Places enthält die fälschliche Aussage, dass „er im Jahre 1836 von Robert Fitzroy, dem Kommandanten der HMS Beagle, nach seinem Schiff benannt wurde. Die Beagle hat dieses Gebiet mit Charles Darwin als Naturforscher an Bord kartiert.“ Allerdings segelten Darwin und Fitzroy 1836 vom King George Sound (Western Australia) direkt zu den Kokosinseln an der Südküste von Java und von dort über Kapstadt zurück nach England. Sie blieben vom Beagle Golf etwa 3000 Seemeilen entfernt und konnten nichts von dessen Existenz wissen.